# Peter Erdmann
Peter Erdmann  (* 28. Juni 1941 in Posen) ist ein deutscher Linguist.

## Studium
Erdmann studierte von 1962 bis 1965 Anglistik und Germanistik an der Universität Hamburg. An der Harvard-Universität studierte er Linguistik von 1966 bis 1968. Das Studium schloss er mit einem Magister artium in Linguistik ab. Von 1968 bis 1972 setzte er das Studium an der Universität Hamburg fort. Das Erste Staatsexamen erwarb 1969 in Deutsch und Englisch. Die Universität Hamburg promovierte ihn 1972 zum Dr. phil. Die Habilitation im Fach Englische Sprachwissenschaften erfolgte 1975 an der gleichen Universität.

## Beruflicher Werdegang
1965–66: Acting instructor for German an der Florida State University in Tallahassee (Fla.). 1970–72: Verwalter einer wissenschaftlichen Assistentenstelle an der Universität Hamburg. 1972–74: Wissenschaftlicher Assistent an der Universität Hamburg. 1974–75: Universitätsprofessor (H3) an der Gesamthochschule / Universität Kassel. 1975–1995: Universitätsprofessor (C4) an der Universität des Saarlandes. 1995–2009: Universitätsprofessor (C4) an der Technischen Universität Berlin

### Rufe
Kassel (1978), Osnabrück (1985), FU Berlin (1987), Hannover (1991), TU Berlin (1994)

### Akademische Ämter
- Universität des Saarlandes:  Prodekan (1979–80), Dekan (1981–83), Vizepräsident (1986–88, 1988–90)
- Technische Universität Berlin: Prodekan (1998–99, 2005–07, 2007–09), Dekan (1999–01, 2001–03, 2003–05)

### Gastprofessuren (seit 1980)
- 1984 (fall term) Columbia University (New York) and The City University of New York
- 1986 (fall term) University of California, Berkeley
- 1988 (fall term) Kunsan National University, Kunsan (Südkorea)
- 1991 (fall term) University of California, San Diego
- 1992 (spring term) University of California, San Diego
- 1993 (spring term) University of California, San Diego
- 2010 (fall term) Beijing Institute of Technology, Peking

## Publikationen (Auswahl)
- 1972 Tiefenphonologische Lautgeschichte der englischen Vokale (Athenäum-Skripten Linguistik, 4). Frankfurt/M.: Athenäum
- 1976 There sentences in English. A relational study based on a corpus of written texts. (Tuduv-Studien. Reihe Sprach- und Literaturwissenschaften, 6). München: Tuduv
- 1990. Discourse and Grammar. Focussing and defocussing in English. (Forschung & Studium Anglistik, 4). Tübingen: Niemeyer
- 1997. The for...to construction in English. (Sprachwelten, 11). Frankfurt/M.: Lang
- 1972 „Zur strukturalistischen Erklärung des i-Umlautes.“ Linguistics 78.16-24
- 1972 „Suffixal j in Germanic.“ Language 48.407-415
- 1972 „The English Great Vowel Shift and generative phonology.“ Lingua 29.243-273
- 1980 „On the history of subject contact clauses in English.“ Folia Linguistica Historica 1.139-170
- 1981 „Preposed ING-forms in English.“ Folia Linguistica 15.363-386
- 1988 „On the principle of 'weight' in English“. In: C. Duncan-Rose / Th. Vennemann (eds.). On Language. Rhetorica Phonologica Syntactica. A Festschrift for Robert P. Stockwell from his friends and colleagues. : Routledge, S. 325–339
- 1988 „(Non-)Inverting negatives in clause-initial position in English“. In: J. Klegraf / D. Nehls (eds.). Essays on the English Language and Applied Linguistics on the Occasion of Gerhard Nickel's 60th Birthday. (Studies in Descriptive Linguistics, 18). Heidelberg: Groos, S. 66–82
- 1993 „Subjekt- und Topikprominenz im Deutschen, Englischen und Koreanischen.“ In: M. Bonner / E. Braun / H. Fix (Hrsg.). Nachbarschaften. Festschrift für Max Mangold. (Beiträge zur Sprache im Saarland, 11). Saarbrücken: Saarbrücker Druckerei und Verlag, S. 319–336
- 1997. “Supplementive adjective clauses in English.” In: R. Hickey/St. Puppel (eds.). Language History and Linguistic Modelling. A Festschrift for Jacek Fisiak on His 60th Birthday. (Trends in Linguistics, Studies and Monographs 101). Berlin: Mouton de Gruyter, p.1433-1451
- 2009. “Compound verbs.” In: Günter Rohdenburg/Julia Schlüter (eds.). 2009. One language, two grammars? Differences between British and American English. (Studies in English Language) Cambridge: Cambridge University Press, p. 38-59